# Dasà
Dasà ist eine italienische Gemeinde mit 1082 Einwohnern (Stand 31. Dezember 2023) in der Provinz Vibo Valentia in Kalabrien. 
Der Ort liegt etwa 30 km südwestlich der Provinzhauptstadt Vibo Valentina an der Staatsstraße 536. Die Nachbargemeinden sind Acquaro, Arena, Gerocarne, und Dinami.
Der Ort entstand im 15. Jahrhundert in der Nähe des Klosters San Lorenzo und wurde 1466 zum ersten Mal urkundlich erwähnt. Er gehörte damals zum Lehen von Arena.
Dasà erlitt in den Jahren 1783 und 1908 durch Erdbeben schwere Schäden. 